# Presbiterianismo no Amazonas
O Presbiterianismo é a terceira maior família denominacional protestante histórica no Estado do Amazonas (atrás dos batistas e adventistas), correspondendo a 0,4% da população do Estado.

## História
A Igreja Presbiteriana do Brasil deu início as suas atividades em Manaus em 1898, a partir de um grupo de pessoas que deixou a Missão Betesda, uma missão metodista iniciada por Marcus E. Carver. O português José Joaquim Dias doou o terreno e edificou o pequeno templo, na rua Cearense. Em 1899, veio para Manaus o presbítero Vera Cruz, que não se adaptou ao clima e voltou para Recife. No mesmo ano, o aspirante ao ministério Lourenço de Barros (1859-1905) permaneceu por algum tempo na cidade, fortalecendo o pequeno grupo presbiteriano. Depois de ordenado, mudou-se  para Manaus em 1902, vindo a ser o primeiro pastor presbiteriano do Amazonas. Em 18 de novembro de 1904, juntamente com o Rev. William M. Thompson organizou a Igreja Presbiteriana de Manaus. Lourenço de Barros morreu vitimado pelo beribéri em 26 de abril de 1905.
A partir de então, a igreja foi servida por vários anos pelo Rev. William Thompson, antigo missionário em Caxias e em Belém, que visitou a capital amazonense diversas vezes. 
Em julho de 1910, foi ocupar o posto vago pela morte de Lourenço o Rev. Cícero Barbosa, que era oficial reformado do exército, havendo exercido o pastorado em Goiana, Palmares e Gameleira, em Pernambuco. Algum tempo depois, Cícero deixou o pastorado, aceitando uma comissão militar no interior do Estado. Mais tarde o Rev. Antônio Almeida, sergipano de nascimento, e um dos mais destacados ministros do Presbitério de Pernambuco, fez uma visita demorada ao Amazonas, permanecendo uma temporada em Manaus bem como no Acre, em Sena Madureira. Em seguida, foi pastor residente em Manaus o Rev. Raimundo Bezerra Lima, cearense, antigo militar como Cícero Barbosa, além de outros obreiros.
Nos anos de 1942 a 1945, assumiu o pastorado da igreja o pastor Josafá Siqueira por designação do Presbitério Ceará-Amazônia. No seu pastorado houve uma preocupação em evangelizar a vizinhança da igreja e, como consequência, muitas pessoas humildes das redondezas frequentavam os cultos e a Escola Bíblica Dominical. Em 1961, a igreja contava apenas com uma congregação situada no bairro de Educandos, foi quando recebe seus primeiros impulsos para uma evangelização mais efetiva. O pastor Élio Nogueira Castelo Branco desenvolveu incansável trabalho de evangelização que culminou na fundação dos trabalhos de São Jorge, Crespo  e Petrópolis. 
Neste mesmo período, surge a Campanha Missionária da Amazônia (CAMAM) com o objetivo de alcançar as regiões do interior do Amazonas. Na década de 1970, houve no pastorado do Pr. Caio Fábio D'Araújo um crescimento vertiginoso e relevante. Foi o Pr. Caio que infundiu aos novos pastores a visão dos ribeirinhos dos rios da Amazônia. Nos anos 1980, o Ministério de Evangelização de Ribeirinhos se intensificou, impulsionado pelos pastores José João e João Wilson com o apoio da Aliança Pró Evangelização do Amazonas (APEAM). 
Na década que se finda em Abril de 1992, iniciou-se o projeto Barco Hospitalar com o apoio da Visão Mundial. Em 1999, recebeu da Sociedade Bíblica do Brasil em convênio o Barco Hospitalar Luz da Amazônia II, o qual prestou muitos serviços a várias comunidades dos rios Solimões e Amazonas, por um ano e meio, depois foi devolvido à SBB. Nesta mesma década, surge providencialmente os grupos familiares, reunindo a igreja nos lares. Em Agosto de 2001, foi cedido pela Visão Mundial o Barco Hospitalar Manfred Grellert, de 18 metros para realização dos trabalhos, agregando-se a frota de barcos da igreja. 

## Igreja Presbiteriana do Brasil

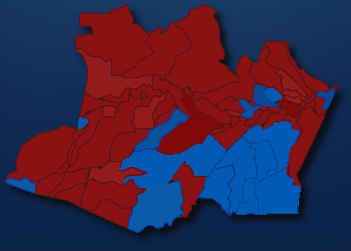
Município com igrejas federadas a Igreja Presbiteriana do Brasil no Amazonas

A Igreja Presbiteriana do Brasil (IPB) é a maior denominação presbiteriana no Amazonas, com cerca de 50 igrejas e congregações.
A IPB tem dois de seus 82 sínodos no Amazonas, o "Sínodo Sesquicentenário" e o Sínodo Setentrional", que juntos abrangem as igrejas de todo o Estado e o último também as igrejas de Roraima. 
A Junta de Missões Nacionais trabalha com missões no Amazonas nos municípios de Lábrea e Tapauá.
A denominação está presente com igrejas ou congregações nos municípios de: Manaus, Manacapuru, Rio Preto da Eva, Parintins, Tabatinga, Tefé, Guajará, Lábrea, Tapauá, Humaitá, Manicoré, Novo Aripuanã, Borba e Apuí. Todavia, segundo o Censo do Instituto Brasileiro de Geografia e Estatística realizado em 2010, outros municípios que também possuem grande concentração de presbiterianos são: São Gabriel da Cachoeira, Novo Airão, Anamã, Anori, Maués, Autazes, Boa Vista do Ramos, Beruri, Coari e Iranduba . 

## Igreja Presbiteriana Independente do Brasil
A Igreja Presbiteriana Independente do Brasil tem igrejas no Amazonas, formando um presbitério no Estado, jurisdicionado ao Sínodo Setentrional. Entre as cidades presentes estão: Manaus e Itacoatiara.

## Igreja Presbiteriana Conservadora do Brasil
A Igreja Presbiteriana Conservadora do Brasil tem uma igreja no Amazonas em Tabatinga.

## Outras denominações presbiterianas
A  Igreja Presbiteriana Fundamentalista do Brasil e Igreja Presbiteriana Unida do Brasil não têm igrejas federadas no Amazonas.  